# محمد ایهاب

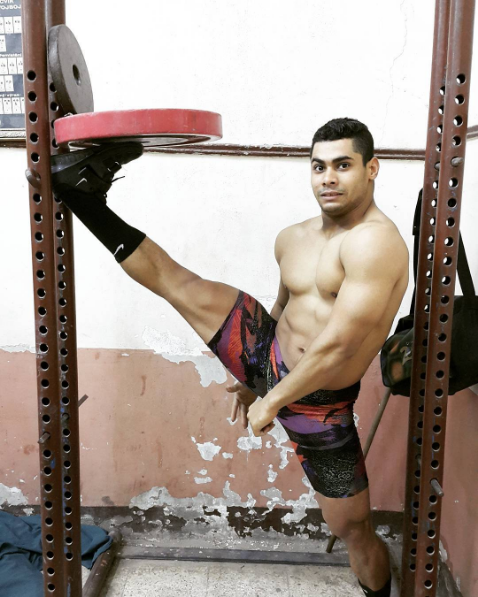
محمد ایهاب، در حال بلند کردن هالتر وزنه برداری با پا.

محمد ایهاب (عربی: محمد إیهاب؛ زادهٔ ۲۱ نوامبر ۱۹۸۹ - قاهره) یک وزنه‌بردار اهل مصر است.
از افتخارات وی می‌توان به کسب مدال برنز وزن ۷۷ کیلوگرم در بازی‌های المپیک تابستانی ۲۰۱۶ اشاره کرد.